# Hervé Phélippeau
Hervé Phelippeau est un athlète français, né le 16 septembre 1962 à Lorient, spécialiste de demi-fond, licencié à l'Athlé Pays de Vannes. 

## Palmarès
- Recordman de France du 1 500 m en 1990, en 3 min 33 s 54
- Recordman de France en salle du 1 500 m en 1989, en 3 min 37 s 94
- Recordman de France en salle du 1 000 m en 1993, en 2 min 20 s 31
- Champion d'Europe en salle du 1 500 m en 1989
- Champion de France du 1 500 m en 1988, 1989 et 1990
- Champion de France en salle du 1 500 m en 1989
- Champion de France en salle du 3 000 m en 1991

Sa plus grande victoire internationale se situe donc le dimanche 19 février 1989 à La Haye (Pays-Bas) où il devient champion d'Europe en salle du 1500 m dans le temps de 3 min 47 s 42 devant le Hollandais Kulker et le Soviétique Afanasiev.
Il s'est depuis reconverti en chef d'entreprise de chronométrage d'épreuves sportives (marathon, cyclo-sportives, roller...), avec la distribution en France du système à puce hollandais Championchip (à Vannes).